# Maximiliano Barreiro
Maximiliano Fabián Barreiro (Mendoza, 16 marzo 1985) è un ex calciatore argentino, di ruolo attaccante.

## Carriera
Ha giocato nella prima divisione argentina, in quella ecuadoriana (dove ha vinto anche il titolo di capocannoniere), in quella uruguaiana, in quella messicana, in quella colombiana, in quella indiana e in quella peruviana, e nella seconda divisione argentina.

## Palmarès

### Individuale
- Capocannoniere del campionato ecuadoriano: 1

2016 (26 reti)